# IC 2085
IC 2085 је спирална галаксија у сазвјежђу Златна риба која се налази на листи објеката дубоког неба у Индекс каталогу.
Деклинација објекта је - 54° 24' 58" а ректасцензија 4h 31m 24,4s. Привидна величина (магнитуда) објекта IC 2085 износи 13,1 а фотографска магнитуда 14,1. Налази се на удаљености од 13,483 милиона парсека од Сунца. IC 2085 је још познат и под ознакама ESO 157-38, DRCG 47-1, IRAS 04303-5430, PGC 15388.